# 인터넷 정보 서비스
마이크로소프트 인터넷 정보 서비스(Internet Information Services, IIS)는 마이크로소프트 윈도우를 사용하는 서버들을 위한 인터넷 기반 서비스들의 모임이다. 이전 이름은 인터넷 정보 서버(Internet Information Server)였다.
2017년 10월 기준으로 실질적으로 작동하는 웹 사이트(active site)들에서 쓰이는 웹 서버 소프트웨어 순위는 아파치(44.89%), 엔진엑스(20.65%), 구글 웹 서버(7.86%), 마이크로소프트 IIS(7.32%)순이다. 이 조사에서 생성은 되어있으나 정상적으로 작동하지 않는 웹 사이트들은 배제되었으며 특히 MS의 인터넷 정보 서비스(IIS)를 설치한 웹 사이트들의 상당수가 비활성 사이트였다. 그런 사이트들도 포함하면 MS IIS가 1위이다.
서버는 현재 FTP, SMTP, NNTP, HTTP/HTTPS를 포함하고 있다.

## IIS의 역사
IIS는 처음에 윈도우 NT 3.51용 인터넷 기반 서비스의 부가적인 기능으로 공개되었다. IIS 2.0은 윈도우 NT 4.0 운영 체제에 대한 지원을 추가하기에 이르렀으며, IIS 3.0은 액티브 서버 페이지의 동적인 스크립트 환경을 도입하였다.
IIS 4.0은 고퍼 프로토콜에 대한 지원을 끊고, 별도의 옵션 팩 CD-ROM으로 윈도우 NT에 번들로 추가하였다.
마지막에 나온 IIS 버전은 윈도우 8.1을 위한 8.5, 윈도우 8을 위한 8.0, 윈도우 7을 위한 7.5, 윈도우 비스타를 위한 7.0, 윈도우 서버 2003을 위한 6.0, 윈도우 XP 프로페셔널을 위한 IIS 5.1이다. 윈도우 XP는 10개의 동시 접속과 단일 웹사이트만 지원하는 제한된 버전의 IIS 5.1을 포함하고 있다.
 IIS 6.0은 IPv6에 대한 지원을 추가하였다. FastCGI 모듈도 IIS 5.1과 IIS7에서 사용할 수 있다.
윈도우 비스타는 IIS 7.0을 기본으로 설치하지 않지만 설치된 구성 요소를 선택하는 목록에서 설치할 수 있게 되어 있다. 비스타에서 IIS 7.0는 허용 접속 수를 제한하지 않지만 활성화되는 동시 요청 기반의 성능을 제한한다.

## 인증 구조
IIS 5.0 이후 버전에서는 아래와 같은 인증 구조를 지원한다:
- 기본 접근 인증
- 다이제스트 인증
- 통합 윈도우 인증
- .NET 패스포트 인증

## 인터넷 정보 서비스 7.0
IIS 7.0은 윈도우 비스타에 들어있다. 또한 윈도우 서버 2008에도 끼어 들어가 있다. IIS 7.0은 모듈러(modular)한 소프트웨어 아키텍처를 특징으로 한다. 모든 서비스를 한 번에 가동시키는 모놀리딕 서버 대신, IIS 7.0는 코어 웹 서버 엔진 한 개를 갖추고 있다. 사람들은 특정한 기능을 제공하는 모듈을 이 엔진에 추가할 수 있다. 이러한 아키텍처 덕분에, 필요한 기능만 "활성화"(enable)시킬 수 있게 되었으며, 커스텀(custom) 모듈을 사용해 기능들을 추가할 수 있게 되었다.
마이크로소프트는 IIS 7.0와 함께 몇 가지 모듈들을 끼워 IIS 7.0을 유통시키고 있다. 또한 마이크로소프트는 여러 다른 모듈도 온라인으로 받아갈 수 있게 해 놓았다. 마이크로소프트는 다음 모듈들을 서버와 함께 끼워 팔 예정이다:
1. HTTP 모듈들
2. 보안 모듈들
3. 콘텐트 모듈들
4. 데이터 압축 모듈들
5. 캐싱 모듈들
6. 로깅 및 다이어그노스틱스 모듈들

## 버전
- IIS 1.0, 윈도우 NT 3.51 (추가 기능을 통해 무료로 사용할 수 있음)
- IIS 2.0, 윈도우 NT 4.0
- IIS 3.0, 윈도우 NT 4.0 서비스팩 3
- IIS 4.0, 윈도우 NT 4.0 옵션 팩
- IIS 5.0, 윈도우 2000
- IIS 5.1, 윈도우 XP 프로페셔널[7]
- IIS 6.0, 윈도우 서버 2003, 윈도우 XP 프로페셔널 x64 에디션
- IIS 7.0, 윈도우 비스타, 윈도우 서버 2008
- IIS 7.5, 윈도우 7, 윈도우 서버 2008 R2
- IIS 8.0, 윈도우 8, 윈도우 서버 2012
- IIS 8.5, 윈도우 8.1, 윈도우 서버 2012 R2
- IIS 10.0, 윈도우 10, 윈도우 서버 2016

## 같이 보기
- 메타베이스
- ASP.NET